# (74217) 1998 RB73
(74217) 1998 RB73 – planetoida z grupy przecinających orbitę Marsa okrążająca Słońce w ciągu 3,76 lat w średniej odległości 2,42 j.a. Odkryta 14 września 1998 roku.